# バスケットボールオーストラリア代表
バスケットボールオーストラリア代表（Australia national basketball team）は、オーストラリアバスケットボール連盟により国際大会に派遣されるバスケットボールのナショナルチームである。FIBAアジア所属。ニックネームは「Boomers」。

## 歴史
地元開催の1956年メルボルンオリンピックで初出場。以来、オリンピック・ワールドカップの常連となっている。
ニュージーランド代表とは熾烈なライバル関係にある。

## 主な国際大会成績

### オリンピック
| - 1956年 － 12位 - 1964年 － 9位 - 1972年 － 9位 - 1976年 － 8位 - 1980年 － 8位 - 1984年 － 7位 - 1988年 － 4位 - 1992年 － 6位 | - 1996年 － 4位 - 2000年 － 4位 - 2004年 － 9位 - 2008年 － 7位 - 2012年 － 7位 - 2016年 － 4位 - 2020年 - 3位 - 2024年 - 6位 |

### FIBAバスケットボール・ワールドカップ
| - 1970年 － 12位 - 1974年 － 12位 - 1978年 － 7位 - 1982年 － 5位 - 1986年 － 17位 - 1990年 － 7位 - 1994年 － 5位 | - 1998年 － 9位 - 2006年 － 13位 - 2010年 － 10位 - 2014年 － 12位 - 2019年 － 4位 - 2023年 － 10位 |

### FIBAアジアカップ
- 2017年 -  優勝
- 2022年 -  優勝
- 2025年 -  優勝

### オセアニア選手権
| - 1971年 - 優勝 - 1975年 - 優勝 - 1978年 - 優勝 - 1979年 - 優勝 - 1981年 - 優勝 - 1983年 - 優勝 - 1985年 - 優勝 - 1987年 - 優勝 - 1989年 - 優勝 - 1991年 - 優勝 - 1993年 - 優勝 | - 1995年 - 優勝 - 1997年 - 優勝 - 1999年 - 不参加 - 2001年 - 準優勝 - 2003年 - 優勝 - 2005年 - 優勝 - 2007年 - 優勝 - 2009年 - 準優勝 - 2011年 - 優勝 - 2013年 - 優勝 - 2015年 - 優勝 |

## 現在の代表選手
参照 https://australia.basketball/boomers/roster/

## 主な歴代選手
- ルーク・ロングリー　元シカゴ・ブルズ
- アンドリュー・ゲイズ（英語版） 元サンアントニオ・スパーズ
- アンドリュー・ボーガット　元ミルウォーキー・バックス
- ライアン・ブローコフ　元ダラス・マーベリックス
- キャメロン・ベアストウ　元シカゴ・ブルズ
- デビッド・アンダーセン
- ブロック・モータム
- ネイサン・ジャワイ
- ブラッド・ニューレイ
- マティス・サイブル
- アーロン・ベインズ
- ソン・メイカー
- アンガス・ブラント
- ネイサン・ソベイ（英語版）
- デイビッド・バーロウ（英語版）
- ミッチ・クリーク（英語版）
- クリス・グールディング（英語版）
- アレックス・ムドロニャ（英語版）
- デヤン・バシリェビッチ（英語版）
- アレックス・ドゥカス（英語版）
- ベン・シモンズ
- タイリース・プロクター
- アンガス・ブラント
- リース・ヴァーグ